# 신호수

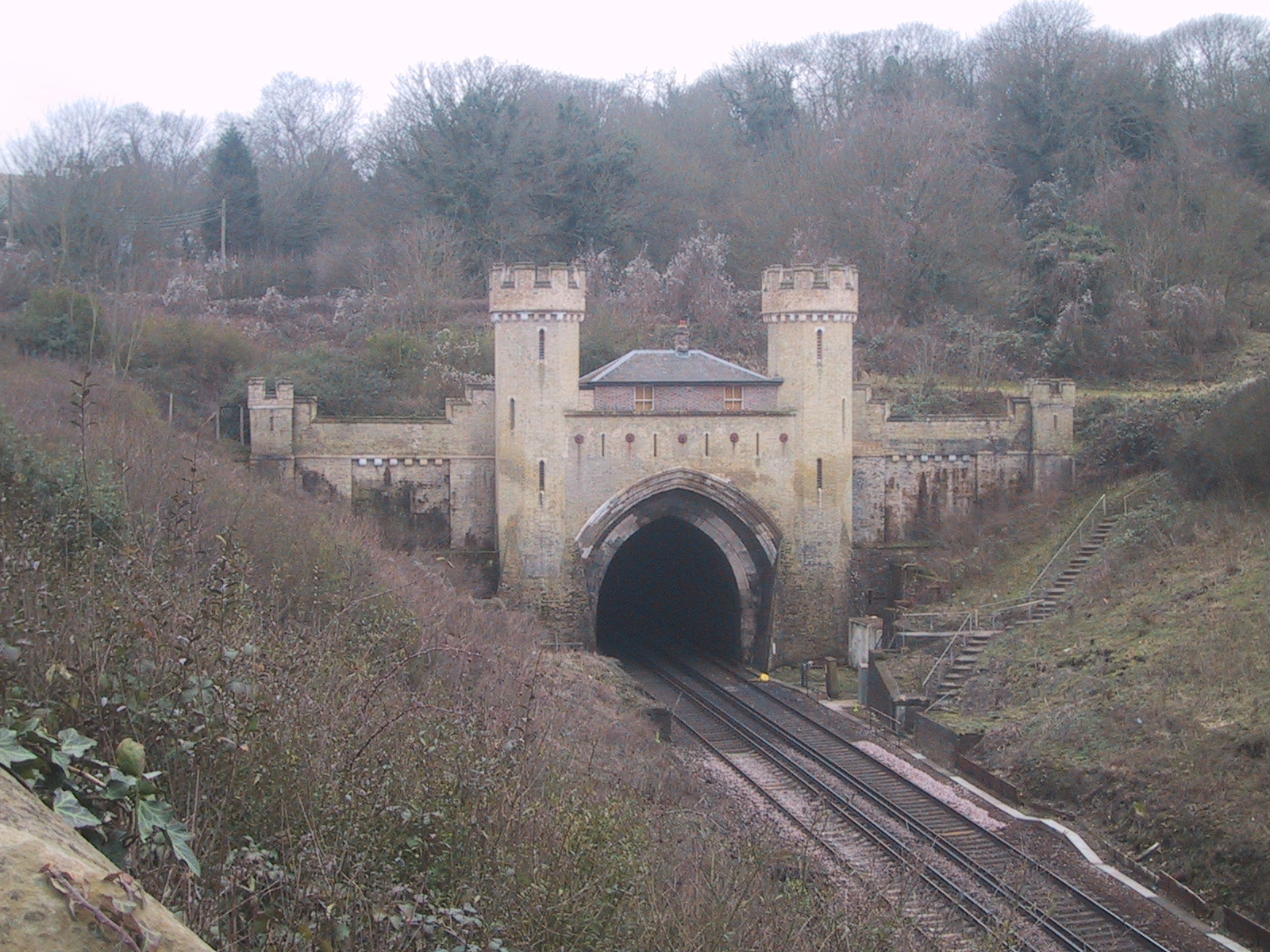
소설의 줄거리에 영감을 주었을 수 있는 1861년 열차 충돌 사건이 일어난 클레이턴 터널

〈신호수〉(영어: The Signal-Man)는 찰스 디킨스의 공포 미스터리 소설로, 1866년 크리스마스판 올 더 이어 라운드의 머그비 정션의 일부로 처음 공개되었다. 이야기는 가상의 1인칭 시점에서 진행된다.

## 줄거리
각 유령은 신호수가 일하는 철도에서 비극적인 사건이 일어나기 전에 나타난다. 신호수의 업무는 산을 깎아 만든 외딴 철로에 있는 터널 입구 근처의 신호소에서 지나가는 기차의 움직임을 제어한다. 위험이 있을 때 동료 신호수들은 전보와 경보로 주인공에게 경고한다. 주인공은 세 번이나 자신만이 들을 수 있는 방식으로 벨이 울릴 때 위험에 대한 유령의 경고를 받는다. 각 경호 다음에는 유령이 나타나고, 이윽고 끔찍한 사고가 뒤따른다.
첫 번째 사고는 터널에서 두 대의 열차가 충돌하는 것과 관련이 있다. 디킨스는 글을 쓰기 5년 전인 1861년에 발생한 클레이턴 터널 충돌 사건을 기반으로 했을 수 있다. 당시 독자들은 이 사건에 대해 잘 알고 있었을 것이다. 두 번째 경고는 기차에서 한 젊은 여성의 의문사와 관련이 있으며, 마지막 경고는 신호수 자신의 죽음에 관한 것이다.

## 각색
미국 텔레비전 프로그램인 서스펜스는 1953년 보리스 칼로프와 앨런 웹 주연의 작품으로 각색했으며, 같은 이야기로 라디오 드라마 형식으로도 제작되었다. 1976년, BBC는 크리스마스 시리즈인 《고스트 스토리 포 크리스마스》에서 신호수를 덴홈 엘리엇이 주인공의 작품으로 각색하였다. 《폴터가이스트: 더 레거시》에는 디킨스의 소설에 영감을 받은 〈The Signalman〉가 있다. 2005년 닥터가 찰스 디킨스를 만난다는 내용의 닥터 후의 에피소드 〈The Unquiet Dead〉에서 언급되었다.